# Kamov Ka-25
Kamov Ka-25 (V kódu NATO: "Hormone") byl námořní vrtulník, který byl vyvinut v 60. letech 20. století zejména pro účely protiponorkového boje. První prototyp stroje vzlétl 26. dubna 1963 (jiné zdroje uvádějí 20. července 1961), do služby byl zaveden až v letech 1971/1972. Kromě původního stroje se vyráběly i další verze pro vojenské i civilní účely. Vrtulníky sloužily zejména na palubách sovětských vojenských lodí. V současné době jsou využívány pouze v ozbrojených složkách Sýrie.

## Varianty
- Ka-25BŠ - základní protiponorková verze s vyhledávacím radarem Big-Bulge, ponorným sonarem, s vlečným detektorem magnetických anomálií a se sonarovými bójemí. Jedná se o jediný ozbrojený typ, který je schopen nést konvenční nebo jaderné hlubinné nálože, protiponorkové střely, dvě torpéda a podvěsné kanóny.
- Ka-25T - verze pro elektronický boj vybavená zařízením pro vyhledávání cílů a řízení střel dalekého dosahu, které jsou vypuštěné z lodí.
- Ka-25PS - nákladní a vyhledávací verze, která je vybavena vyhledávacím radarem pod přídí, reflektorem, reproduktorem a záchranným navijákem.
- Ka-25K - modernizovaná verze pro transportní účely, užívaná též v civilní dopravě.

## Uživatelé

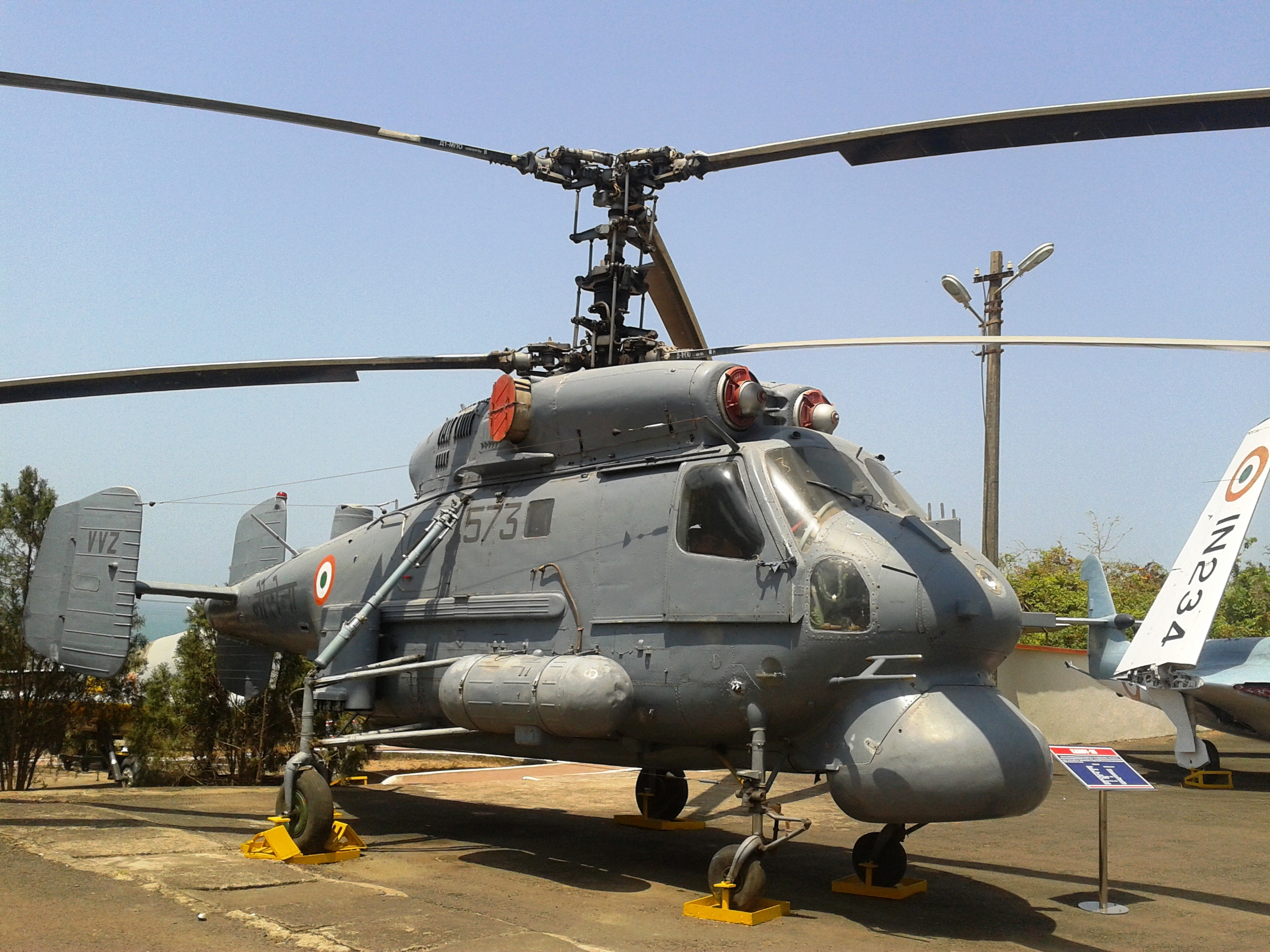
Vyřazený Ka-25 indického námořnictva v námořním muzeu v Goa.

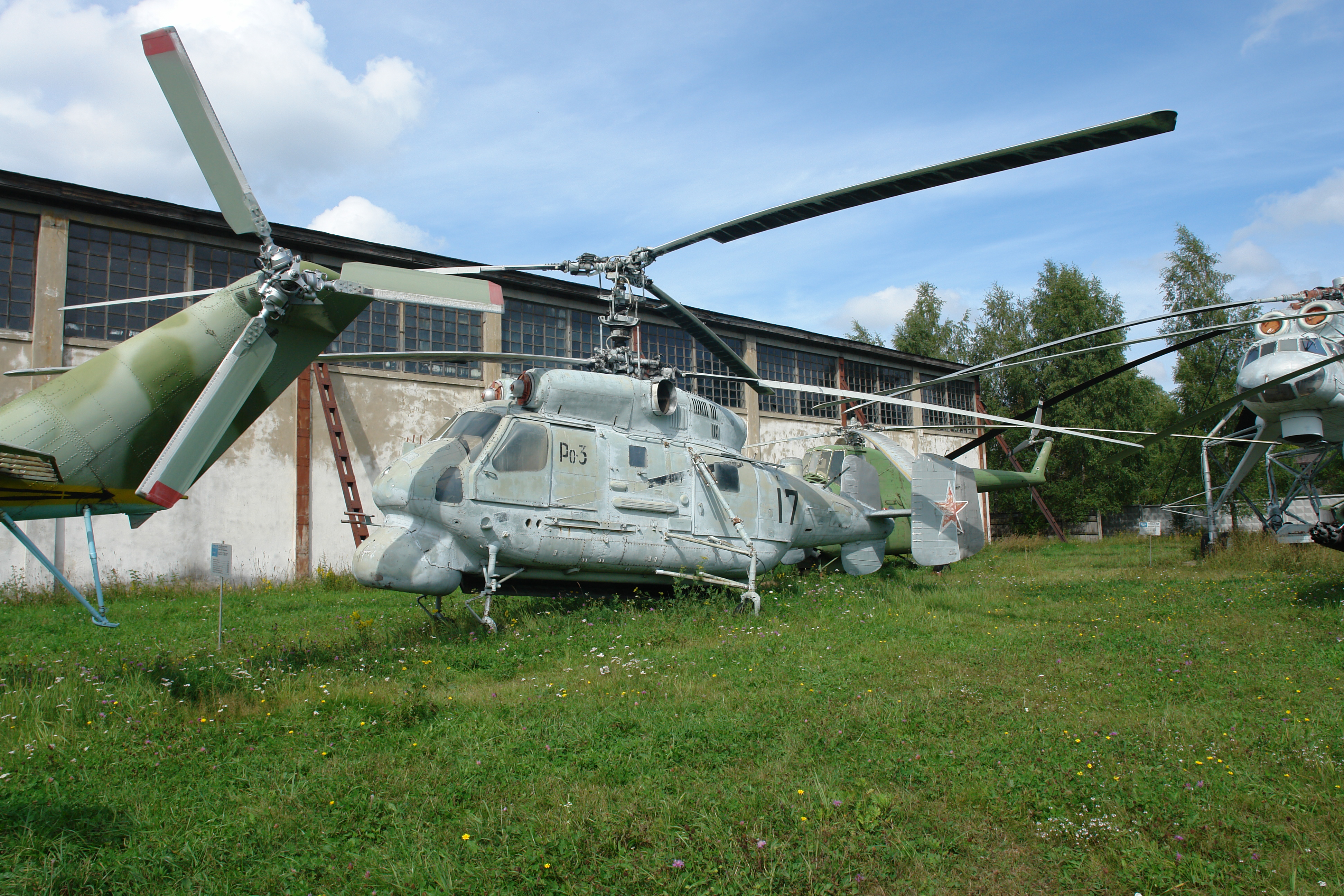
Ka-25 sovětského námořnictva v Ústředním muzeu vojenského letectva.

Současní
 Sýrie
- Syrské arabské námořnictvo[1]

Dřívější
 Bulharsko
- Bulharské námořnictvo[2]

 Indie
- Indické námořnictvo[3]

 Rusko
- Ruské námořní letectvo[4]

 Sovětský svaz
- Sovětské námořní letectvo[5]

 Ukrajina
- Ukrajinské námořnictvo[6]

 Vietnam
- Vietnamské lidové námořnictvo[7]

 Jugoslávie
- Jugoslávské letectvo[8]

## Specifikace (Ka-25BŠ)

### Technické údaje
- Posádka: 4
- Délka: 9,75 m
- Výška: 5,37 m
- Průměr rotoru: 2 × 15,74 m
- Nosná plocha rotoru: 389,2 m²
- Hmotnost prázdného stroje: 4 765 kg
- Vzletová hmotnost : 7 500 kg
- Pohonná jednotka: 2 × turbohřídelový motor Glušenkov GTD-3F
- Výkon pohonné jednotky: 671 kW (900 hp)

### Výkony
- Maximální rychlost: 209 km/h
- Cestovní rychlost: 193 km/h
- Dolet: 400 km
- Dostup: 3350 m

### Výzbroj
- 1 900 kg výzbroje